# لینوود (کالیفرنیا)
لینوود (به انگلیسی: Lynwood) شهری در شهرستان لس‌آنجلس، کالیفرنیا ایالت کالیفرنیا است که در سرشماری سال ۲۰۱۰ میلادی، ۶۹۷۷۲ نفر جمعیت داشته است.